# قريدس

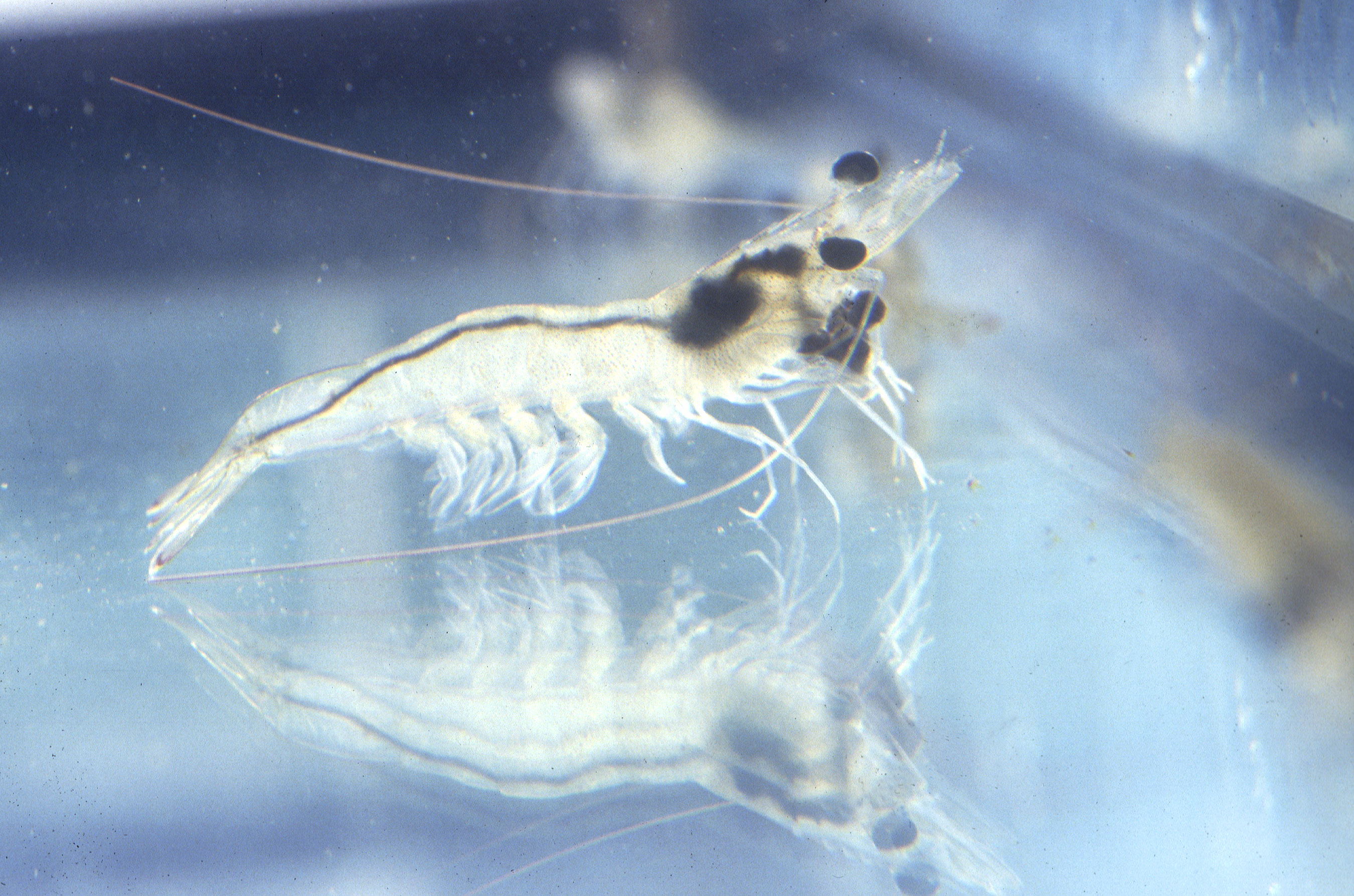
القريدس (Litopenaeus vannamei)

القريدس (بالإنجليزية: Prawn)‏ هو حيوان مائي شبيه بالروبيان، ينتمي إلى القشريات. يتميز القريدس بخياشيمه الصفيحية، على عكس الروبيان ذي الخياشيم المتفرعة.
مثل الروبيان، يعتبر القريدس طعامًا بحريًا عالميًا ذا قيمة غذائية مرتفعة.

## المعلومات الغذائية
يحتوي كل 100 غ من القريدس بحسب وزارة الزراعة الأميركية على المعلومات الغذائية التالية :
- السعرات الحرارية: 71
- الدهون: 1.01
- الدهون المشبعة: 0.11
- الكاربوهيدرات: 0.91
- الكوليسترول: 126
- البروتينات: 13.61

القريدس هو مصدر ممتاز للسلينيوم كما أنه يحتوي على دهون الأوميغا3 ذلك قد يساعد على تخفيف خطر الإصابة بالأمراض السرطانية.

## مواضيع ذات صلة
- الروبيان.